# 용안
용안(龍眼, 롱간, 롱안, 병음: lóngyǎn, 학명: Dimocarpus longan)은 열대 과일의 하나이다. 나무의 수명은 최장 400년 정도까지 된다. 리치, 바나나, 파인애플 등과 함께 중국 화남(華南) 지방의 4대 진과(珍果)에 꼽힌다.

## 아종
Plants of the World Online 목록:
- D. longan var. echinatus Leenhouts (Borneo, Philippines)
- D. longan var. longetiolatus Leenhouts (Viet Nam)
- 마타쿠칭 D. longan subsp. malesianus Leenh. (widespread SE Asia)
- D. longan var. obtusus (Pierre) Leenh. (Indo-China)

## 형태
높은 상록수로 높이 5－10m에 이른다. 껍질 내 과육(果肉)은 달다. 희고 투명하여 안의 검붉은 씨(果核)가 있다.

## 특징
얇고 단단한  껍질 안에 과육이 있고 가운데 동그란 씨 한 개가 있다.
과육은 단 맛이 나고 서걱거리는 식감이며 리치와 향이 비슷하지만 더 옅은 향이 난다.

## 산지
나무에 열리는 열매이며, 나무의 주 산지는 중국 대륙의 복건, 광동, 광서, 운남, 사천 등 남방지역이며 타이완, 베트남, 인도네시아 등에서도 난다.

## 나무 설명
기후와 토양에 따라 30m까지 자랄 수 있지만 일반적으로 9-12m이고 전체적으로 둥그스름한 모양으로 자란다.
잎은 길고 끝이 뭉특하며, 보통 길이가 10-20cm, 너비가 5cm이다. 윗 면은 물결모양이고 검고 광택이 나는 녹색이다.
용안나무는 가지 끝에 연한 노란색 꽃을 피운다.

## 용도
풍경림(風景林) 및 방호림(防護林)으로도 쓰이며，목재(木材)가 견고(堅固)하고 내구(耐久)성이 높아，뿌리, 줄기 모두 사용가능하다.

### 요리
달콤하고 즙이 많아 요리에 사용하기 적합하다. 씨앗과 껍질은 사용하지 않는다. 아시아에선 수프, 과자, 디저트 등에 사용하기도 하고 시럽에 절여 통조림으로 먹기도 한다.
말린 용안은 종종 중국의 요리와 달콤한 디저트에 사용 된다.
발효시켜 와인으로 만들기도 한다.

### 약용
한의학에서는 과육을 용안육이 하여, 약용한다.

## 명칭의 유래
롱안의 원산지는 중국 영남(嶺南) 지방이나，중국의 주(秦)나라 시절의 문헌에는 롱안(龍眼)에 관한 기록이 없다.서한(西漢)시절 이후에 여러 기록이 시작된다.
롱안은 중국에서 황실에 진상하던 과일로 롱안(“龍眼”)이란 이름을 얻었다.
용의 눈이라는 뜻으로 과일의 껍질을 벗길 때 검은 씨앗이 동공과 홍채처럼 반 투명한 과육 사이로 비쳐 용안이라는 이름이 붙었다.

## 역사
미얀마와 중국 남부 사이의 산맥에서 유래한 것으로 추정된다. 다른 원산지로는 인도, 스리랑카, 미얀마 북부, 태국 북부, 캄보디아, 베트남 북부, 뉴기니 등이 있다.
최초의 존재 기록은 기원전 200년 경 한나라로 부터 시작 되었다. 황제는 산시성에 있는 그의 궁전 정원에 리치와 롱안 나무를 심으라고 요구했지만 재배에 실패하였다. 그 후 400년 즈음 후에, 롱안 나무들이 푸젠과 광둥과 같은 중국의 다른 지역에서 번성하게 되었고 롱안 생산은 곧 산업으로 자리잡았다.

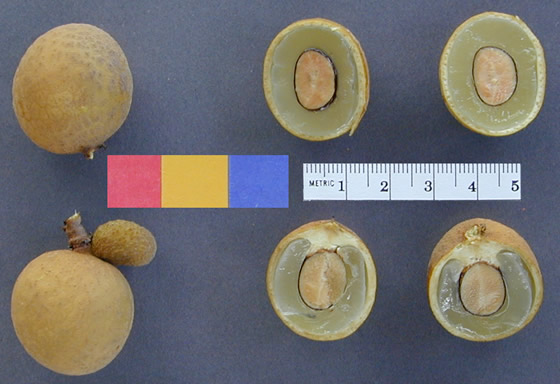
롱안(龍眼)
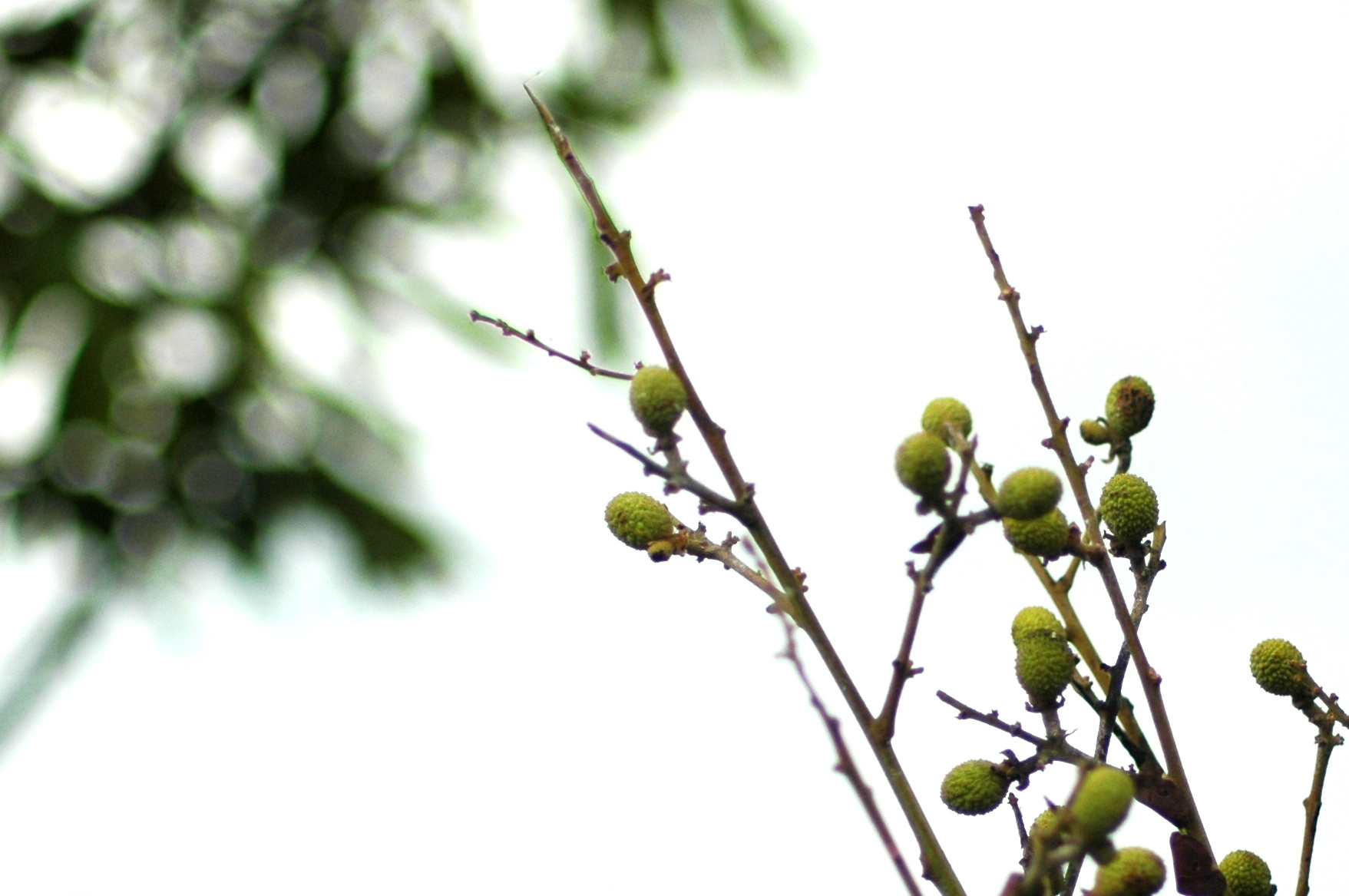
덜 익은 롱안
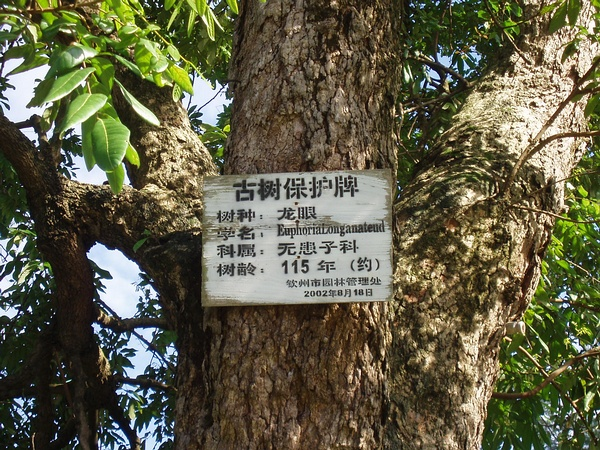
유영복 생가(刘永福故居) 안의 롱안 나무 설명.

## 참고
- 我国荔枝的起源和栽培发展史 - 罗桂环
- 龙眼 - 秦风网